# 波兹南理工大学
波兹南理工大学（波蘭語：Politechnika Poznańska）是一所位于波兰波兹南的理工类大学。创建于1955年，是波兰境内著名的理工大学，许多毕业生都曾在美国微软工作。1955年成为欧洲高级工程教育和研究学校协会的首家波兰学校。波兹南理工大学也加入了伊拉斯谟计划，增强欧洲学生之间的学术交流。学校目前拥有十个学院、21,000学生以及1,100名教职工。

## 机构设置
- 建筑学
- 化学工程
- 土木工程与环境工程
- 计算机技术
- 电子工程
- 电子通讯
- 工程管理
- 机械运输
- 机械工程与管理
- 物理技术